# Distrito Administrativo del Noreste
El Distrito Administrativo del Noreste (del ruso: Се́веро-Восто́чный администрати́вный о́круг, Severo-Vostochny administrativny okrug) es uno de los doce distritos administrativos (okrugs) de Moscú, Rusia. A su vez, dentro del distrito administrativo hay otros diecisiete distritos:
- Alexeyevsky
- Altufyevsky
- Babushkinsky
- Bibirevo
- Butyrsky
- Lianozovo
- Losinoostrovsky
- Marfino
- Maryina roshcha
- Ostankino
- Otradnoye
- Rostokino
- Sviblovo
- Severnoye Medvedkovo
- Severny
- Yaroslavsky
- Yuzhnoye Medvedkovo